# Blå hornstekel
Blå hornstekel (Sirex juvencus), även kallad  blå vedstekel, är en stekelart som först beskrevs av Carl von Linné 1758.  Blå hornstekel ingår i släktet Sirex och familjen trästeklar.

## Beskrivning
Arten har mörkblått huvud och mellankropp, rödaktiga till gula ben (mörkare hos hanen), samt en mörkbrun bakkropp. Hanen har de mittersta tergiterna gula (segmenten på bakkroppens ovansida). Som hos alla trästeklar känns honan igen på sitt långa, kraftiga äggläggningsrör, som hon använder för att lägga sina ägg djupt in i trädgrenar, där larven utvecklas. Kroppslängden är 20 till 30 mm.

## Ekologi
Som hos alla trästeklar lever larven av ved, för denna art i barrträd i gransläktet, tallsläktet, lärkträdssläktet, ädelgranssläktet, cypress-släktet och douglasgranssläktet. Honan borrar in sitt långa äggläggningsrör i växten, och lägger ett ägg tillsammans med slem som är giftigt för trädet och sporer från en symbiotisk svamp, Amylostereum areolatum, som hjälper till att bryta ner trädmassan så att larven lättare kan tillgodogöra sig den. Kombinationen av giftigt slem och svampen, som larven hjälper till att sprida när den gräver gångar genom trävirket, dödar eller försvagar trädet, och minskar det ekonomiska värdet av dess trävirke. Arten föredrar svaga eller döende träd, men kan även angripa fullt friska sådana.

## Utbredning
Den blå hornstekeln är vitt spridd globalt, och förekommer i Europa, delar av Västasien, Mongoliet, Kina, Japan, USA och Kanada. Den har dessutom blivit införd till Filippinerna, Nya Zeeland och Australien.
I Sverige är arten spridd över hela landet utom Öland och Kiruna kommun, där förekomsten är osäker. Den är klassificerad som livskraftig ("LC").
I Finland finns arten i södra halvan av landet (exklusive Åland) med enstaka observationer upp till Norra Savolax i västra och Norra Österbotten i östra delen av landet. Även här är arten klassificerad som livskraftig.

## Bildgalleri

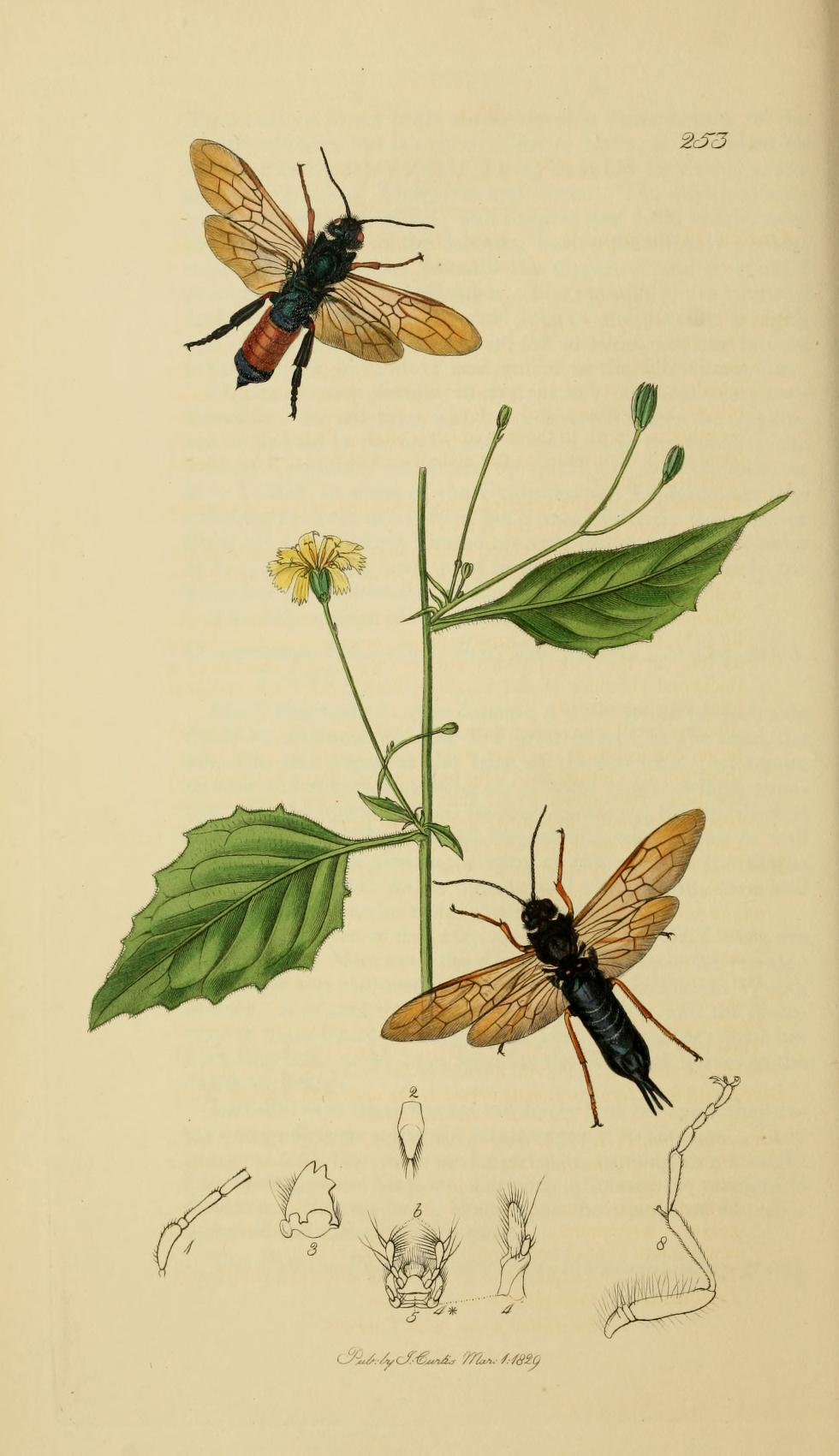
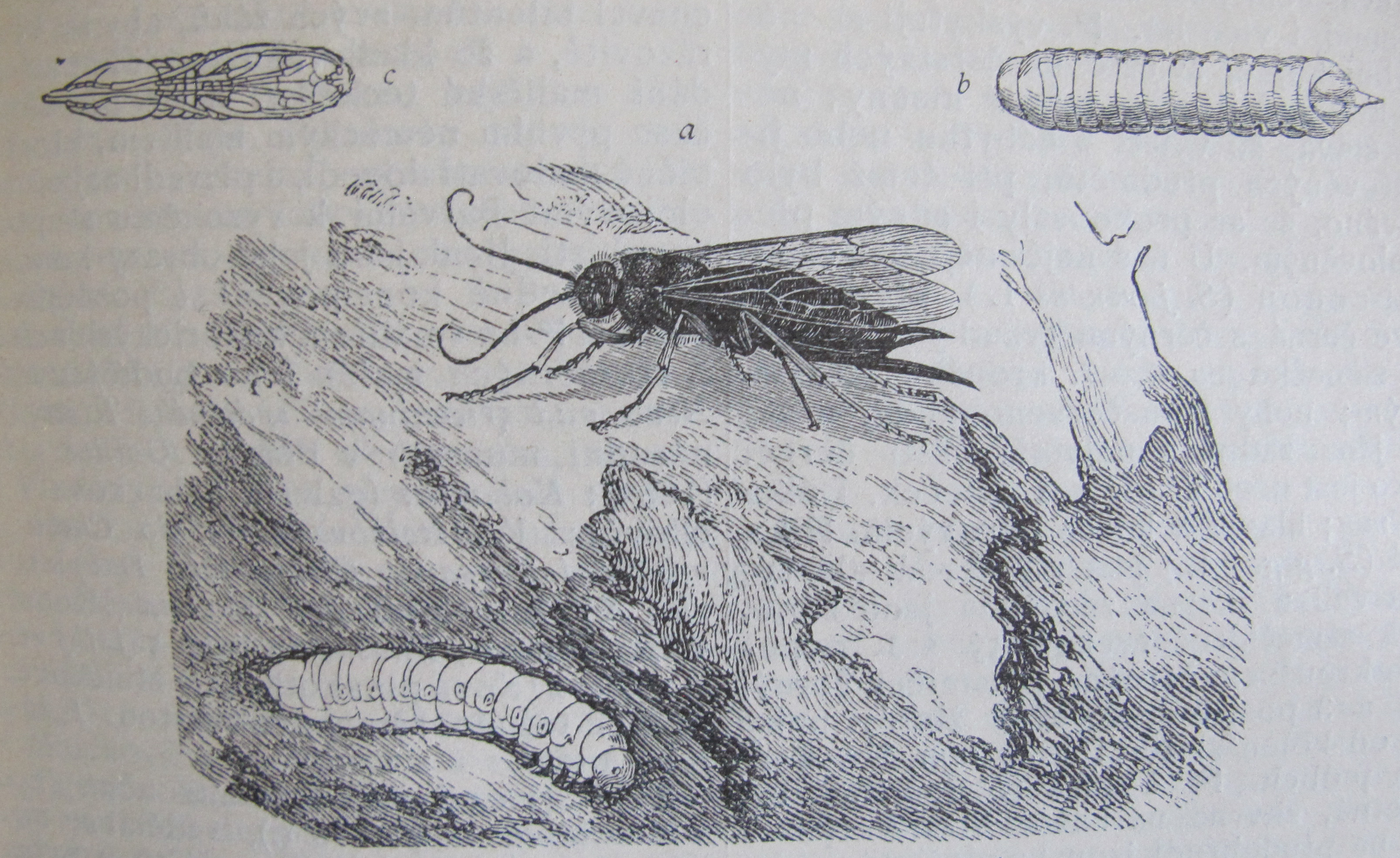
Blå hornstekel, hona med larv och puppa.